# Блау, Ян
Ян Виллем Блау (нидерл. Jan (Joan) Willemsz. Blaeu) (Алкмар, 23 сентября 1596 — Амстердам, 28 мая 1673) — голландский картограф и гравёр, издатель знаменитого 12-томного большого атласа.

## Жизнеописание
Ян Блау родился в 1596 году в семье Виллема Блау и Марии ван Уитгеест. В 1603 году его семья перебралась в Амстердам где его отец основал компанию по производству глобусов и карт. О жизни Яна Блау известно немного. Он учился в Лейдене в 1620 году и получил там степень доктора права. В 1623 году он поступил в университет Падуи. Ян Блау был женат на Гертруде Вермеулен и у них было шестеро детей.
Его имя появляется в изданном 1631 году Atlantis Appendix, позволяя предположить, что он после завершения учёбы помогал отцу в его деле. В 1635 году появилось первое издание 2-томного «Нового Атласа» (полное название: лат. Theatrum orbis terrarum sive Atlas novus), редактирование и переиздание которого утвердило репутацию Блау как картографа. На протяжении всей жизни фирма Блау соперничала с издательством Яна Янсона.
В 1638 году, после кончины отца, Ян вместе с братом Корнелиусом продолжил его дело, а также стал преемником своего отца на посту картографа ост-индской компании. В 1640 году им было опубликовано 3-томное издание Atlas novus. После смерти брата в 1650 году он в одиночку руководил созданной отцом компанией. В 1651 году Блау был избран в городской совет Амстердама, а затем назначен судьей. В 1645 и 1654 годах вышли ещё два тома Atlas novus — четвёртый том (1645) содержал карты Д. Спида английских графств, а в пятом томе (1654) были опубликованы карты Шотландии Тимоти Понта и Роберта Гордона. В 1655 году Блау издал шестой том с картами Китая, Кореи и Японии (Novus Atlas Sinensis) итальянца М. Мортини.
В 1660-х годах работал над изданием «Большого атласа» (Atlas Maior). Запланированное издание «Большого атласа» Блау на испанском языке так и осталось незавершенным. Во время большого пожара в Амстердаме 23 февраля 1672 года его мастерская полностью сгорела, Ян Блау скончался в следующем году и был похоронен в амстердамском храме Вестеркерк. Он оставил трех сыновей: Иоганна, Вильгельма и Петра, которые занимались типографической деятельностью в 1682—1700 гг.

## «Театр городов»
Около 1652 года Блау напечатал атлас городов Нидерландов. Атлас был двухтомным, первый том включал в себя карты городов голландской республики (нидерл. Toonneel der Steden van de Vereenighde Nederlanden), второй — городов Испанских Нидерландов (нидерл. Toonneel der Steeden van ’s Konings Nederlanden). Латинское издание атласа вышло в свет под названием Novum ac Magnum Theatrum Urbium Belgicæ Liberæ ac Fœderatæ и включало в себя также некоторые города Германии.
Как видно из атласа Блау, все города, за исключением Гааги, которая официально не имела статуса города, имели хорошо укрепленные городские стены. Также выделяются своей прорисовкой важные городские постройки, например соборы, ратуши и т. п.

Голландские города из театра городов Блау
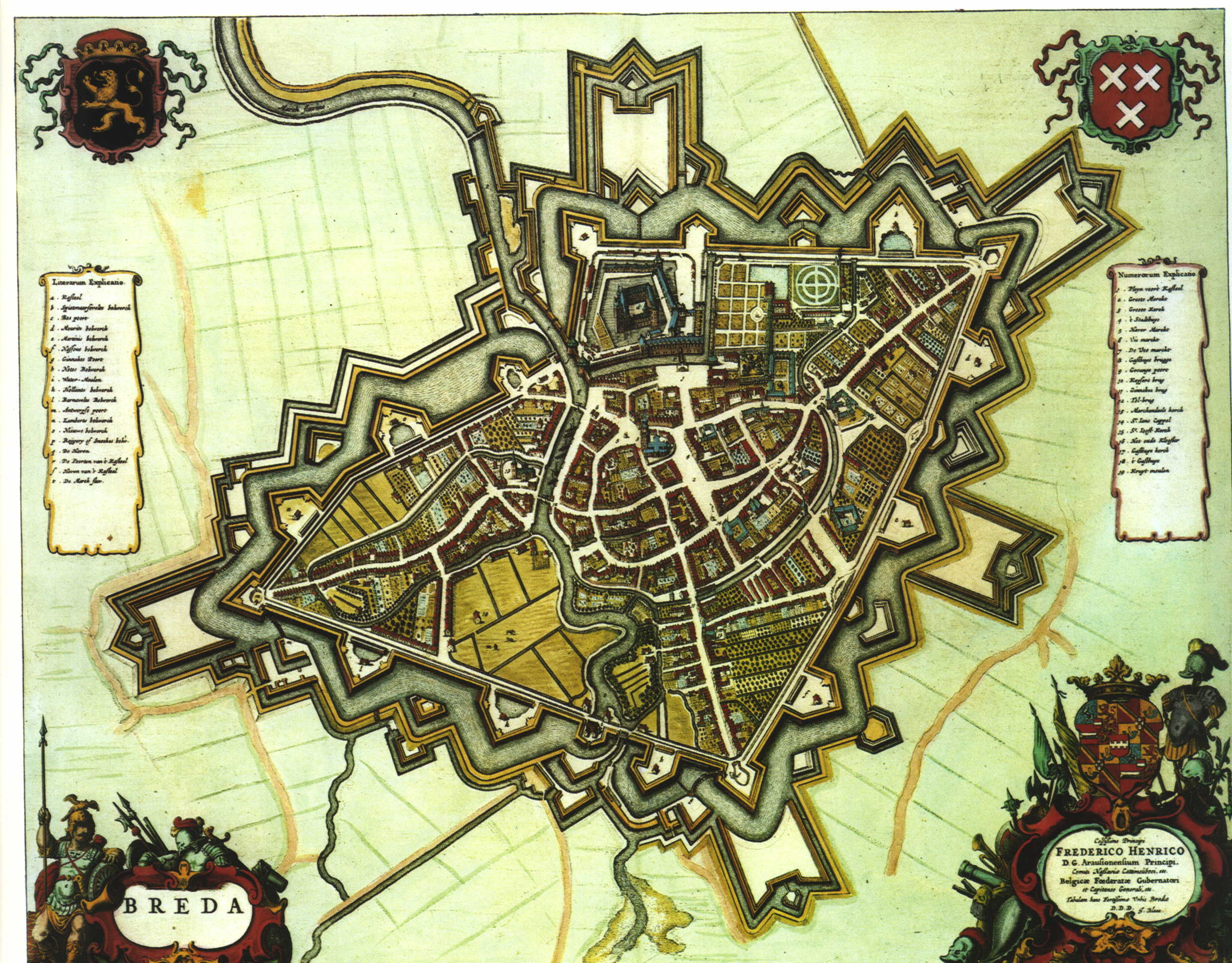
Бреда
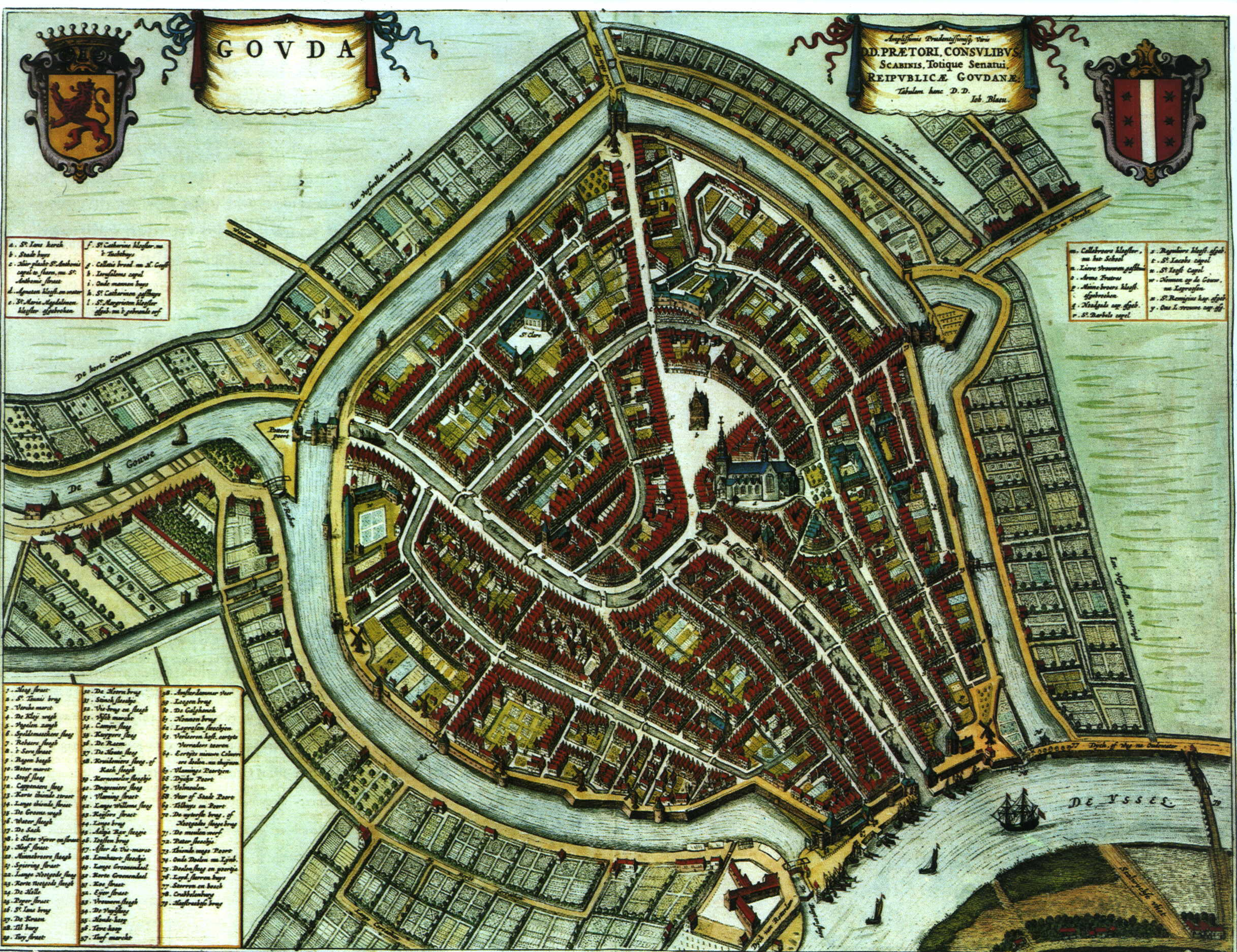
Гауда
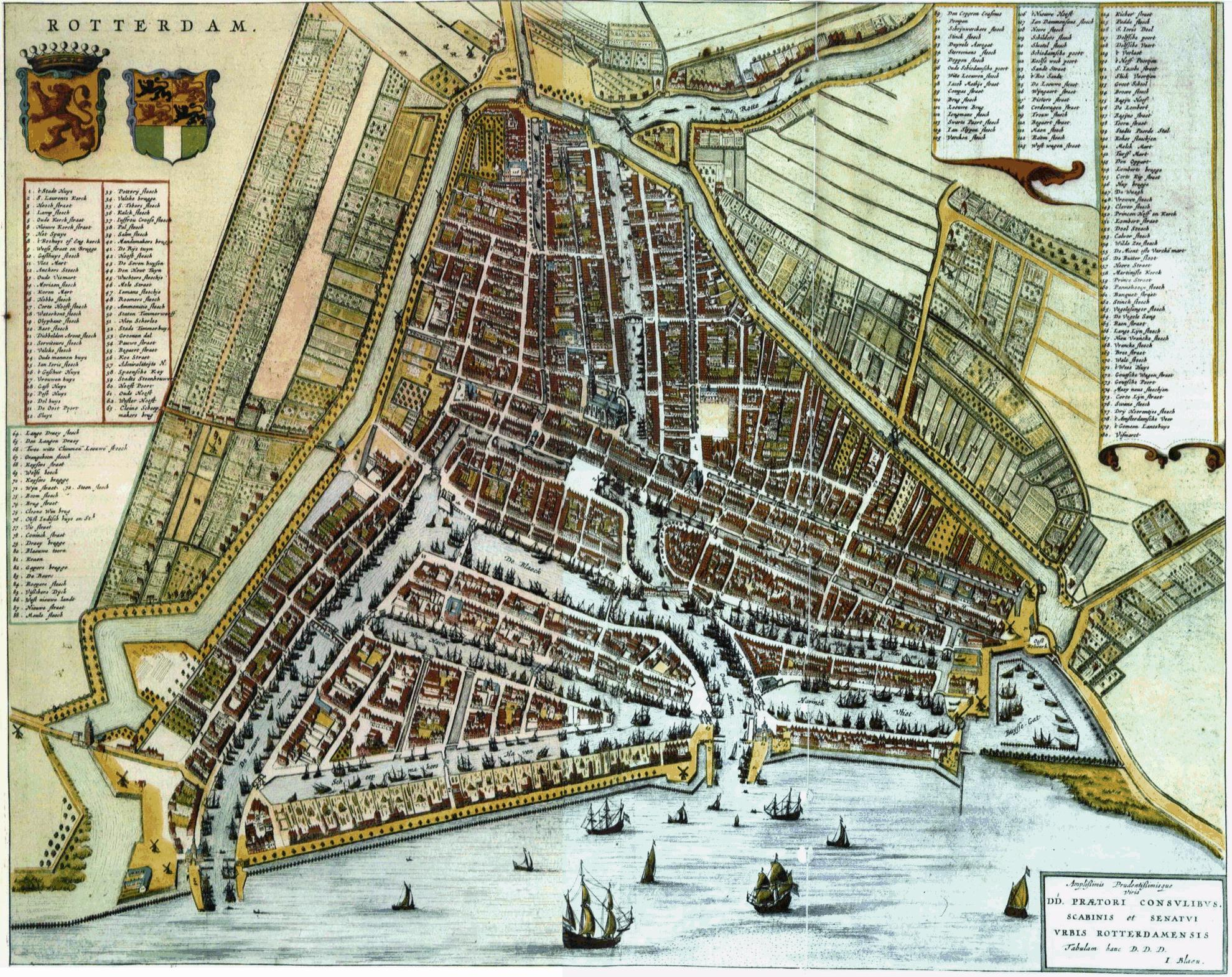
Роттердам
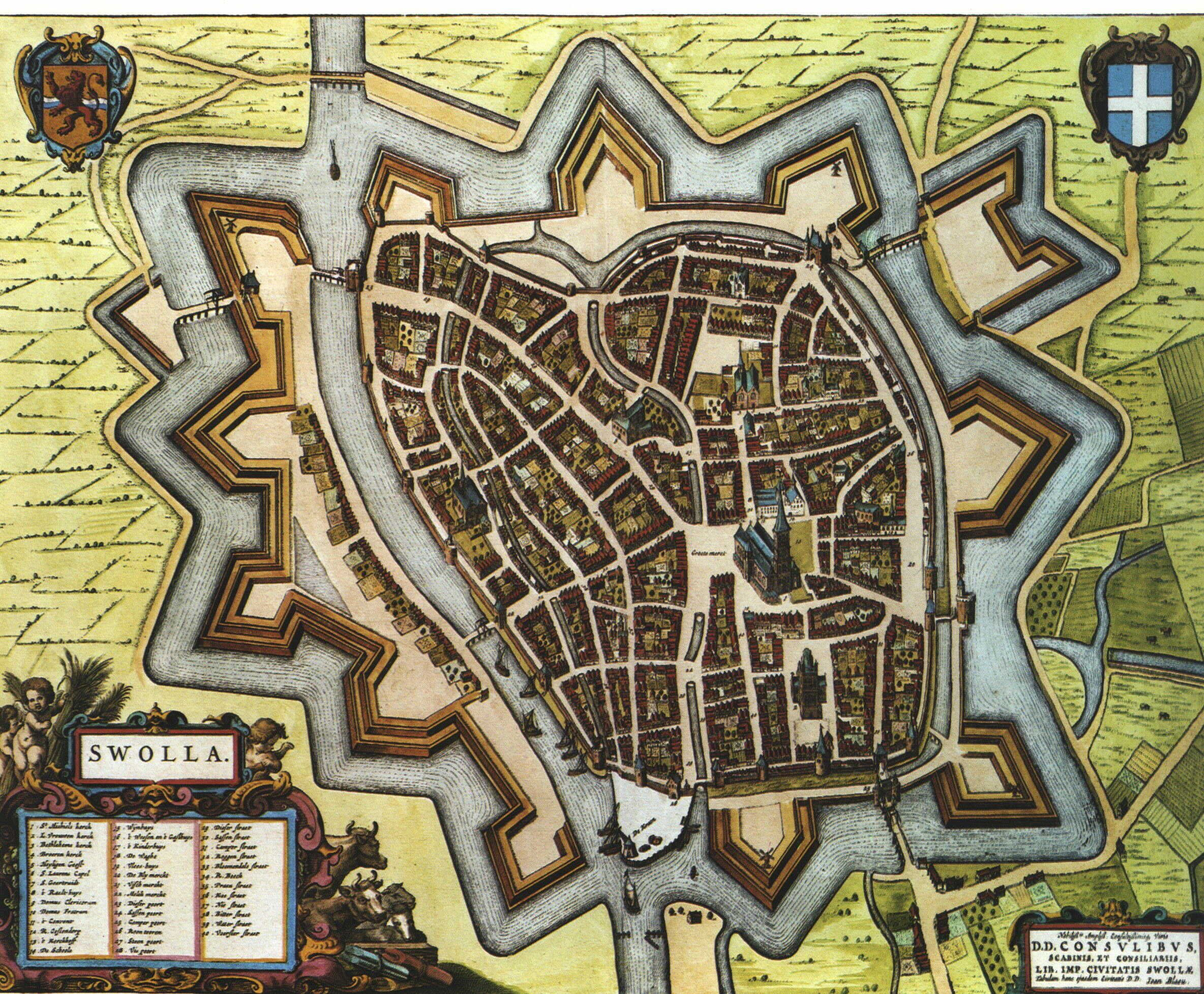
Зволле

## «Большой атлас»
После завершения работ над «Новым Атласом» Блау начал ещё более амбициозный проект, получившим название «Большой Атлас или Космография Блау» (Atlas Maior sive Cosmographia Blaviana). Первое издание вышло в свет в 1662 году с почти 600-ми картами и в общей сложности 3000 страницами текста на латыни. Атлас выпускался на нескольких языках и в зависимости от издания содержал от 9 до 12 томов.
Концепция дальнейшего развития атласа была заложена в издании французской версии издания 1663 года «Большой Атлас или Космография Блау, в которой наиболее точно описаны земля, море и небо». Последний из опубликованных томов Блау был закончен в 1665 году, хотя Ян продолжал работу над новыми изданиями, части о морях и океанах, а также о небесах, так и не были выпущены.
Большеформатный атлас был напечатан на высококачественной бумаге с картами украшенными орнаментом. По просьбе покупателя черно-белые карты могли быть раскрашены вручную в мастерской Блау, что ещё больше увеличивало стоимость атласа. Обладание таким атласом подчеркивало богатство покупателя, он принадлежал к одним из самых дорогих изданий того времени и пользовался необычайным успехом. Помимо латыни атлас был издан на французском, голландском и немецком языках. Один из экземпляров французского издания находится в России, в Псковском музее хранятся восемь томов этого атласа на латинском языке из библиотеки Гедеона Криновского.
Второй том атласа Блау содержит описание России и украшен 8-ю картами, в создании которых принимали участие картограф Г. Герритс и дипломат Исаак Масса. Присутствуют изображения Москвы, московского Кремля, а также рек Волга и Северная Двина.

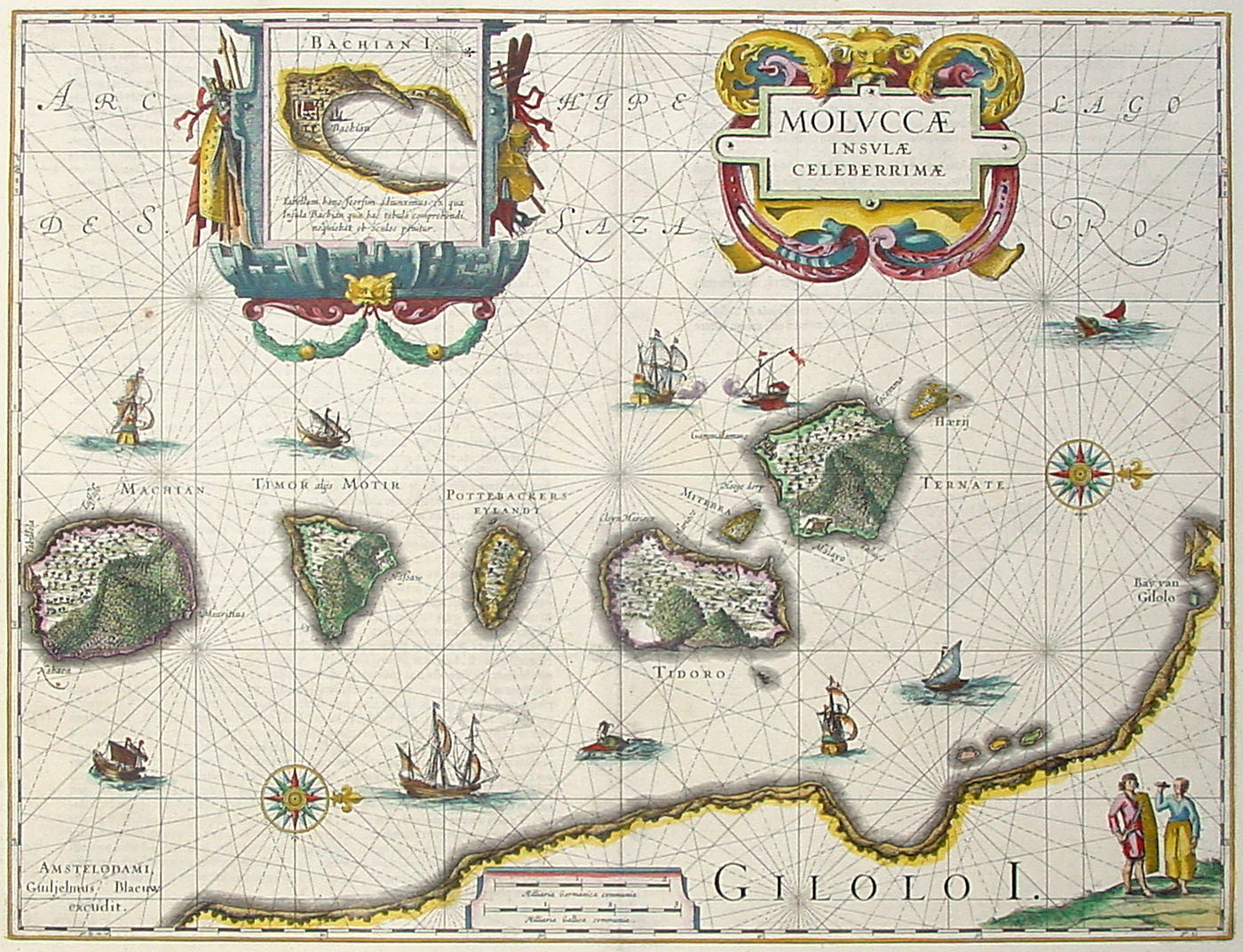
Молуккские острова
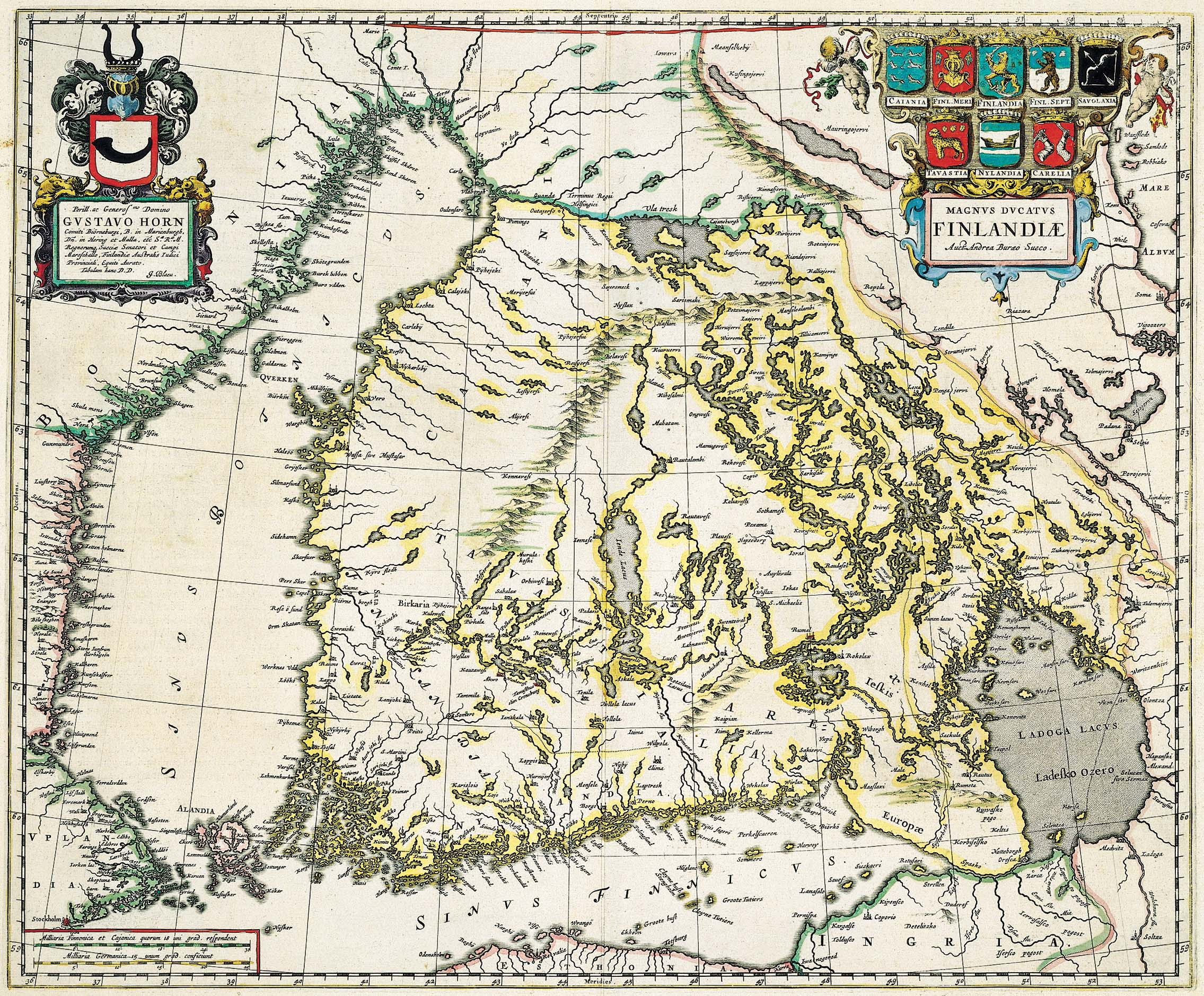
Финляндия
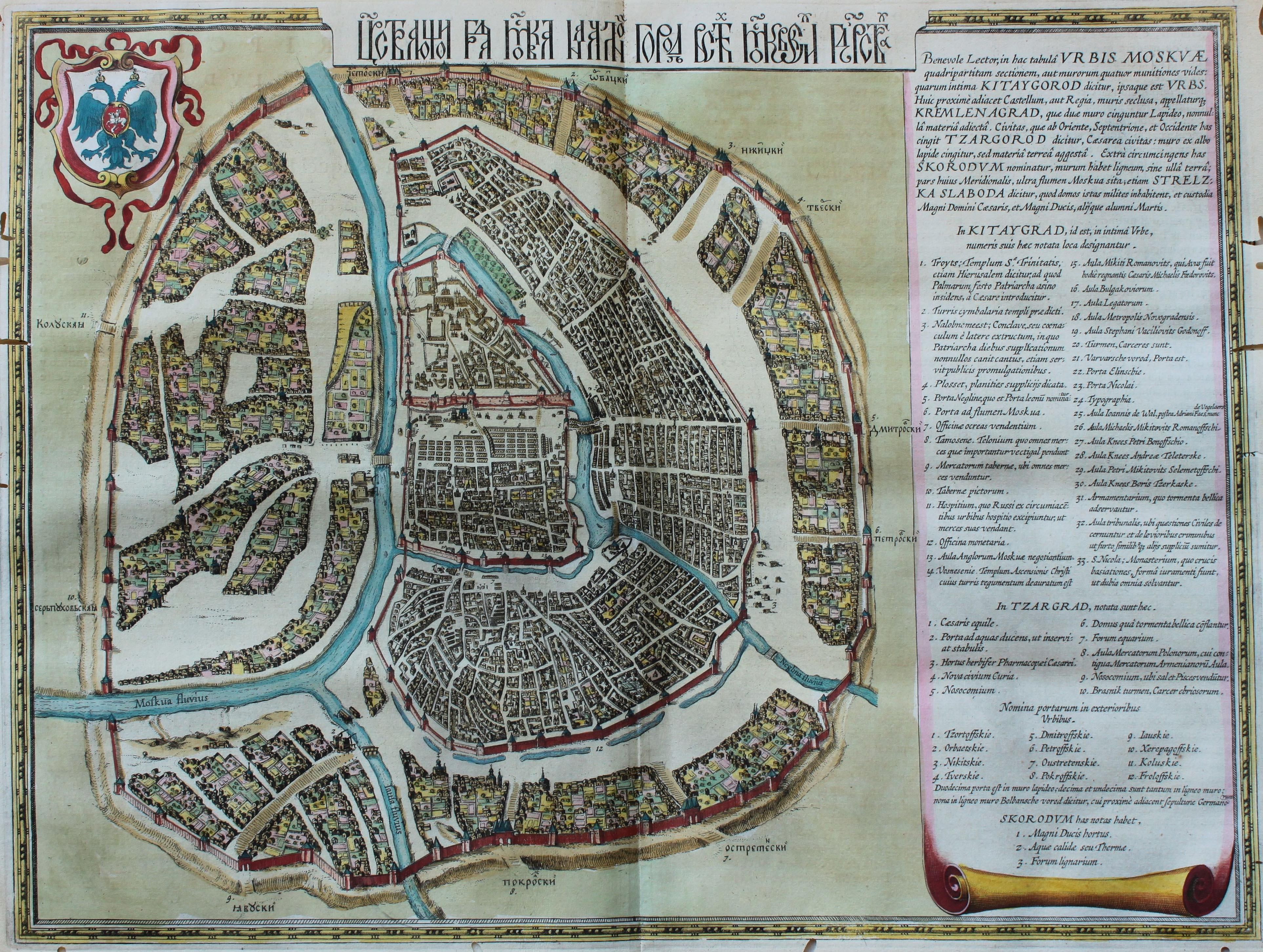
план Москвы
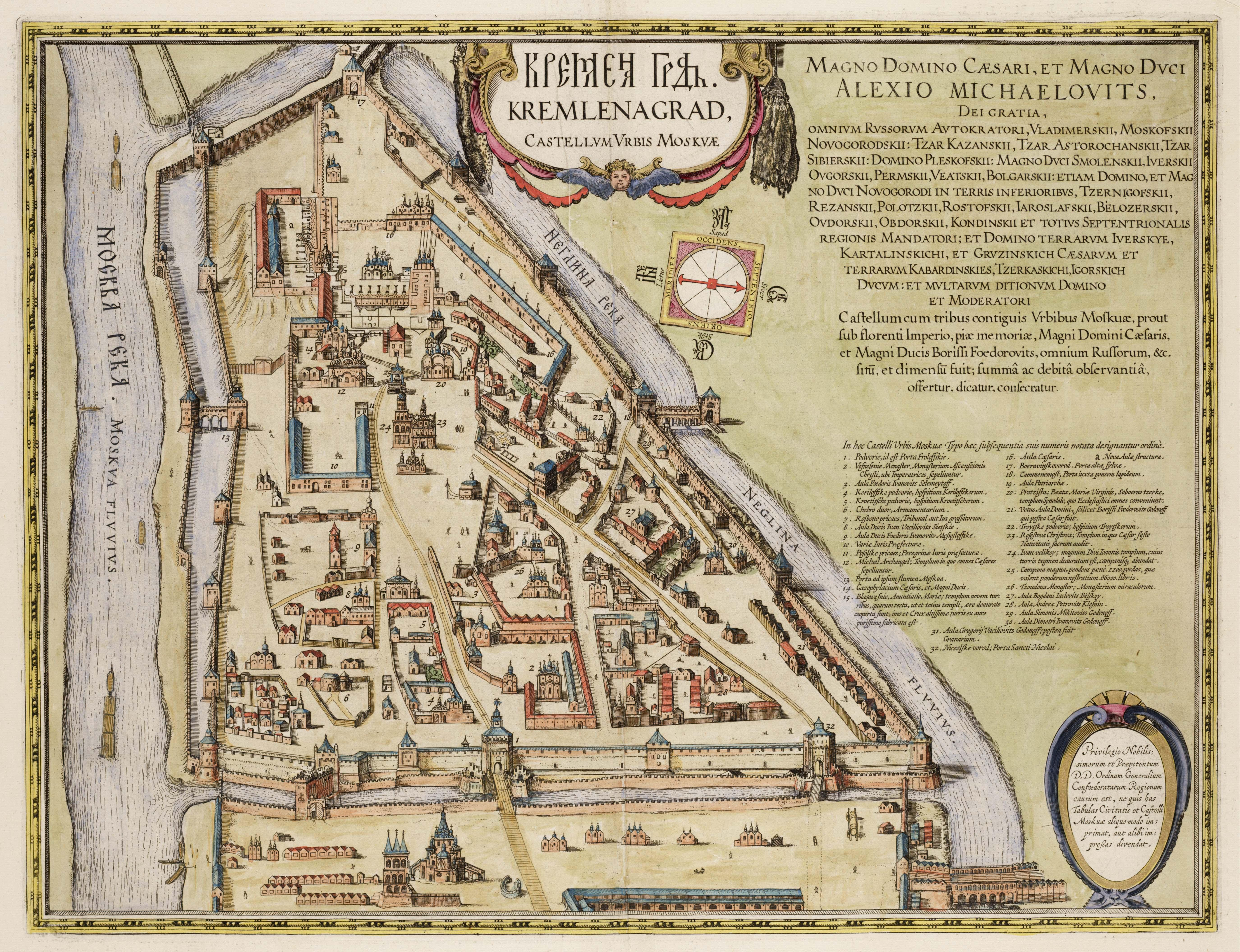
карта Кремля